# Value-at-Risk
Value-at-Risk eller VaR er et risikomål, der oftest anvendes af finansielle virksomheder i risikovurderinger til opgørelse af markedsrisici. VaR er et udtryk for, hvor meget værdien af et aktiv eller en portefølje af aktiver vil falde over en given periode med en given sandsynlighed (konfidensniveau) under normale markedsbetingelser. I tilfælde af f.eks. krig eller terrorangreb ophører normale markedsbetingelser, og VaR-målet er ikke længere brugbart.
Danmarks Nationalbank anvender således i høj grad VaR til at vurdere danske finansielle virksomheders risici.
Eksempel:
Hvis en bank rapporterer, at dens aktivportefølje har en 1-dags VaR på 1 millioner kroner ved et 95% konfidensniveau, betyder det, at banken forventer med 95% sikkerhed, at dens portefølje i løbet af 1 dag maksimalt vil tabe 1 million under normale markedsbetingelser. Samtidig betyder det også, at det forventes, at banken med 5% sandsynlighed vil tabe mere end 1 million. VaR-målet siger ikke noget om, hvor meget banken da risikerer at tabe.

## Beregning
Beregningen af Value-at-Risk baseres på historiske oplysninger om afkast (ændringer i priserne på de værdipapirer, der indgår i porteføljen). To meget anvendte beregningsmetoder er varians/covarians-metoden og historisk simulation.

### Varians/Covarians
Ved anvendelse af denne metode antages det, at afkastene er normalfordelt.
Der foretages en statistisk beregning af varianser og covarianser i det anvendte datamateriale. (Covariansen udtrykker i hvilken grad prisen på forskellige aktiver svinger med hinanden). Ved at gange variansen med en konstant, som er afhængig af det valgte konfidensniveau, finder man det største mulige procentvise negative afkast ved denne sandsynlighed. Dette er kun muligt, når afkast er normalfordelte. VaR er da lig med det beregnede procentvise afkast ganget med porteføljens værdi.

### Historisk simulation
Ved historisk simulation antages det, at afkast i fremtiden vil have samme fordeling som de har haft historisk. Der er ingen antagelse om at afkast er normalfordelte.
Den aktuelle sammensætning af porteføljen sammenholdes med de historiske prisændringer. Dermed beregnes den række af afkast man ville have opnået, hvis man historisk havde haft den samme porteføljesammensætning, som man har i dag. Disse afkast ordnes efter størrelse, hvorved der fremkommer en historisk afkastfordeling. Hvis man f.eks. har 100 dages historiske data og ønsker at finde 1 dages VaR ved et 95% konfidensniveau, finder man blot det 5. værste tab i fordelingen. Dette gælder naturligvis kun, hvis der findes en lineær sammenhæng mellem risiko og tabenes størrelse, samt en konstant afstand mellem disse.

## Parametre
Ud over valget af beregningsmetode afhænger VaR også af de forskellige parametre, der ligger til grund for beregningen. Som hovedregel er det vigtigt, at parametrene holdes uændret over længere tid, da sammenligninger over tid ikke er mulig, hvis parametrene har været ændret.

### Historik
Mængden af historiske data, der indgår i beregningen er afgørende, da det antages, at jo flere data der indgår, jo mere nøjagtig er beregningen. Samtidig vil beregningen være tungere jo flere data, der skal beregnes på. Der kan f.eks. vælges en pris-historik på 500 dage.

### Vægtning
Der kan vælges en vægtning af data, hvor prisændringer, der skete for nylig, får større vægt i beregningen end ændringer, der skete for lang tid siden. Alternativt har alle data lige vægt i beregningen.

### Tidshorisont
Hvorvidt der skal beregnes det største tab, man risikerer at opnå over 1 dag eller over 10 dage afhænger af, hvor nemt det er at sælge porteføljen af værdipapirer. Hvis det er nemt at sælge den, selv om priserne falder meget, kan der vælges en kort tidshorisont. Hvis det ikke vil være muligt at sælge, er det mere realistisk at anvende en længere horisont, da man vil opleve et større tab.

## Kreditrisiko
Siden midten af 1990'erne er Value-at-Risk også anvendt til beregning af kreditrisici. Den amerikanske investeringsbank JP Morgan Chase udviklede en metode, hvor sandsynligheden for, at et selskab går konkurs, indgår i beregningen. Samtidig tager der også højde for sandsynligheden for, at kreditvurderingen af selskab B påvirkes af, at selskab A går konkurs.